# 데린 힌치

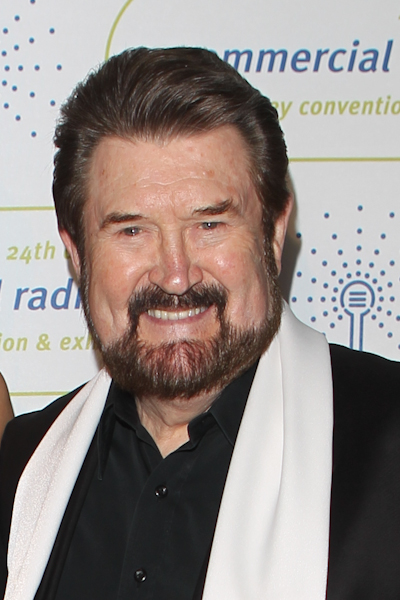
2017년의 데린 힌치

데린 나이젤 힌치(영어: Derryn Nigel Hinch, 1944년 2월 9일 ~ )는 뉴질랜드 태생의 미디어 인물, 정치인, 배우, 언론인, 출판 작가이다. 그는 특히 호주 멜버른에서 라디오와 텔레비전 경력으로 잘 알려져 있다. 그는 2016년부터 2019년까지 빅토리아의 상원의원을 역임했다.
힌치는 2016년 연방 선거에서 데린 힌치의 정의당 대표로서 빅토리아를 대표하여 상원에 당선되었다. 당시 72세였던 힌치는 처음 선출된 연방 의원 중 가장 나이가 많았다. 그는 2019년 선거에서 상원의원 자리를 잃었다.
그는 선거 운동 기간이 공식적으로 시작될 때까지 주간 프로그램인 Hinch Live의 진행자로 남았는데, 이는 Sky News Live의 지원을 받은 결정이었다. 그는 3AW의 Drive 라디오 쇼 진행자였고, 세븐 네트워크의 Sunday Night, Today Tonight, Sunrise에서 전국 공공 문제 해설가로 활동했다.
힌치는 법정모욕죄로 세 차례 유죄 판결을 받고 두 번의 징역형과 한 번의 가택 구금형을 받았다.

## 경력

### 인쇄 매체
힌치는 1960년 15세에 뉴질랜드 뉴플리머스의 Taranaki Herald에서 경력을 시작했다. 1963년 그는 MS Wanganella를 타고 호주로 와 시드니의 The Sun에 입사했다. 1966년에는 Fairfax Media 조직의 해외 특파원이 되었고, 1972년 뉴욕 지국장이 되었다. 그는 11년 동안 뉴욕에 거주했다. 힌치는 시드니로 돌아와 1976년부터 1977년까지 The Sun의 편집장을 맡았다.

### 텔레비전
힌치는 1982년부터 1983년까지 세븐 네트워크의 Beauty and the Beast를 진행했다. 1987년부터 1991년까지 힌치는 세븐 네트워크에서 Hinch라는 자체 시사 프로그램을 진행했으며, 이후 Network Ten으로 옮겨 1992년부터 1994년까지 방영되었다. 1994년, 힌치는 나인 네트워크에 합류하여 The Midday Show를 1년 동안 진행했다. 그는 또한 Dancing with the Stars, Underbelly, Millionaire Hot Seat에 게스트로 출연하여 자선 기금을 모금했다.
2012년 9월, 힌치는 전국 공공 문제 해설가로 세븐 네트워크에 재합류했지만 (비록 실현되지는 않았지만) 힌치가 복귀할 것이라는 소문이 있었다. 2015년 2월부터 힌치는 Sky News Australia에서 주말에 주 2회 뉴스 논평 프로그램인 Hinch Live를 진행했다.
- 힌치, 세븐 네트워크 1987–1991, 그리고 1992–1994, Network Ten
- 뷰티 앤 더 비스트, 세븐 네트워크 (1982–1983)
- The Midday Show, 나인 네트워크 (1994)
- Mars Venus, Foxtel (2003)
- 댄싱 위드 더 스타, 세븐 네트워크 (2005)
- 언더벨리, 나인 네트워크 (2008)
- 세븐 뉴스, 선라이즈 & 선데이 나이트 전국 공공 문제 해설가, 세븐 네트워크 (2012–)
- Hinch Live, Sky News Australia (2015–2016)

### 라디오
1978년, 힌치는 3XY에서 오전 프로그램을 진행했다. 1979년, 힌치는 3AW로 옮겨 8년 동안 성공적인 오전 프로그램을 진행했다. 1987년, 그는 텔레비전에서 Hinch At Seven을 진행하기 위해 라디오를 떠났다.
1990년대에는 애들레이드 방송국 5DN에서 잠시 토크백을 진행한 후 2000년에 3AW로 돌아와 Nightline을 진행했다. 2001년에는 3AK에서 2년 동안 근무한 후 2003년에 3AW로 돌아와 드라이브 타임 프로그램을 진행했다. 그는 정지, 건강 악화, 가택 연금으로 인해 종종 프로그램에 불참했다. 2012년 8월, 3AW가 힌치의 계약을 갱신하지 않고 재정 해설가 Tom Elliott으로 교체할 것이라고 발표되었다. 그는 뉴질랜드 라디오 네트워크 Newstalk ZB의 멜버른 특파원이며 종종 이 방송국에서 정치 해설을 제공한다.
2010년에는 오스트레일리아 상업 라디오 명예의 전당에 헌액되었다.

### 연기
2008년 9월, 힌치는 로키 호러 쇼 호주 투어에서 범죄학자(내레이터)로 4주 동안 출연했다. 그는 또한 2000년 영화 The Wog Boy에서 Nick Giannopoulos와 함께 자신 역으로 작은 역할로 출연했으며, 2022년 속편인 Wog Boys Forever에서도 같은 역을 재현했다. 힌치는 또한 Fast Forward에 카메오 출연했으며, 이는 Steve Vizard가 연기한 Hunch로 패러디되었던 같은 스케치 쇼였다. 힌치는 2016년 영화 The Colour of Darkness에서 상원 의원 역을 맡았다.

### 정치
2015년, 힌치는 데린 힌치의 정의당을 설립했으며, 2016년 7월 2일 2016년 의회 해산 선거에서 빅토리아 상원의원으로 당선되었다. 73세의 나이로 그는 오스트레일리아 의회에 처음 선출된 의원 중 가장 나이가 많은 사람이 되었다. 그의 정당의 주요 중점은 형사 사법 개혁이며, 여기에는 폭력 및 성범죄자에 대한 더 강력한 형량, 중대한 폭력 범죄로 기소된 사람에 대한 보석 불허, 가석방 개혁, 성범죄자 공개 등록 등이 포함된다. 다른 입장은 인종, 종교 또는 성적 지향에 관계없이 모든 시민에 대한 평등한 권리, 동물 학대에 대한 더 강력한 법률, 자발적 안락사에 대한 지지 등이다. 2016년 상원 선거 결과 발표 후, 다른 상원의원들은 힌치의 반대에도 불구하고 그에게 6년 임기 대신 3년 임기를 배정하기 위해 협상했다.
2017년 8월, 힌치가 미국 사회보장번호를 소지하고 있다는 사실이 밝혀지면서 이중 국적 위기 동안 오스트레일리아 헌법 제44조에 따라 직무에서 실격될 수 있다는 우려가 제기되었다. 그러나 2017년 9월, 법무장관은 그를 고등법원으로 회부하지 않기로 결정했다.
힌치는 사형에 대한 지지를 표명했다.
2019년 선거에서 힌치는 상원 재선에 실패했다. 결과적으로 힌치 당은 호주 연방 의회에 의석이 없지만 빅토리아 입법위원회에 두 석을 유지하고 있다.
힌치는 가장 최근에 2022 Victorian state election의 South-Eastern Metropolitan Region 선거에 출마했지만 성공하지 못했다.
힌치는 원주민 의회에 반대한다.
2024년 2월, 힌치는 2024년 멜버른 시의회 선거에 출마할 것이라고 발표했다.

## 논란

### 마이클 글레넌
1985년, 힌치는 이전에 미성년자에게 부당한 성적 접촉으로 유죄 판결을 받은 가톨릭 사제인 마이클 글레넌이 새로운 혐의에 직면한 채 청소년 캠프를 운영하고 있다고 보도했다. 힌치는 부모들이 글레넌의 캠프에 자녀를 보내고 있다는 사실을 모르고 있다는 점을 우려하여, 처음에는 당시 빅토리아 주 총리였던 존 케인과 당시 법무장관, 그리고 호주 로마 가톨릭 교회의 수장에게 개인적으로 호소했지만, 힌치의 말에 따르면 그들은 상황에 대해 "손을 씻었다". 그 후, 힌치는 호주 법률의 강력한 sub judice 규칙에도 불구하고 세 번째 혐의에 대한 글레넌의 재판 중에 공개적으로 그의 신원을 밝혔다. 이로 인해 힌치가 법정모욕죄 혐의로 재판을 받는 동안 재판이 지연되었다. 힌치는 10,000달러의 벌금형과 12일의 징역형을 선고받았다. 이는 호주에서 사전검열 문제로 징역형을 받은 첫 사례였다. 힌치는 오스트레일리아 고등법원까지 항소했지만, 법원은 그의 유죄 판결을 확정했다. 판결에서 법원은 글레넌이 청소년 단체에서 계속 직위를 유지하고 있다는 사실을 대중에게 경고하려는 힌치의 동기에도 불구하고, 현재 그에게 제기된 혐의에 대해 알리는 것만으로 충분했으며, 그의 이전 유죄 판결에 대한 정보는 호주 법률에 따라 편견을 유발한다고 판시했다. 힌치는 이 사건을 "내 인생에서 가장 자랑스러운 일"이라고 불렀다.

### 믹 가토의 전화
2008년 6월 24일, 힌치가 드라이브 프로그램에서 지하 범죄 인물들의 유명세에 대해 논의하던 중, 믹 가토가 전화하여 힌치와 짧은 대립을 벌였고, 살인 협박으로 끝났다.

### 존 로스
2007년 7월 30일, 존 로스와 힌치는 40 Years of Radio Legends에 참석했는데, 그 후 힌치는 "이 행사가 로스에 대한 찬사로 바뀌었다"고 불평하는 등 서로에게 불쾌감을 유발하는 발언을 했다.
2007년 12월 5일, 힌치는 시드니 울루물루의 핑거 선착장에 있는 식당에서 2CH 방송인 밥 로저스와 점심 식사를 하던 중 존 로스로부터 욕설을 들으며 폭언을 당했다.

### 10대와의 성관계
2004년 그의 저서 The Fall and Rise of Derryn Hinch와 2005년 3월 라디오 논평에서 힌치는 30대 초반에 15세 소녀와 성관계를 가졌음을 인정했지만, "그녀가 25세 정도로 생각했다"고 밝혔다. 방송에서의 인정 후, Herald Sun의 언론인 앤드루 볼트는 그를 기소할 것을 요구했다. 2013년에 힌치는 30년 후 그 여성이 자신에게 연락하여 그녀의 나이에 대해 자신이 틀렸다고 말했다고 썼다. 그녀는 자신이 1961년에 태어났고 1979년 3AW에 합류한 직후 그를 만났다고 말했다. 그때 그녀는 17세였으며 (이는 호주에서 성관계 동의 연령보다 높다).

## 형사 유죄 판결

### 1987년 유죄 판결 및 투옥
1987년 힌치는 아동 성범죄자인 로마 가톨릭 사제 마이클 찰스 글레넌의 이전 유죄 판결을 재판이 진행되는 동안 공개적으로 밝혀 법정모욕죄로 기소되어 12일의 징역형과 15,000 AUD의 벌금형을 선고받았다.

### 2011년 유죄 판결 및 가택 연금
2011년 6월, 그는 두 명의 성범죄자 이름에 대한 가압류 명령을 위반한 혐의로 유죄 판결을 받고 5개월의 가택 연금형을 선고받았다.

### 2014년 유죄 판결 및 투옥
2013년 10월, 힌치는 질 미거 살인범 아드리안 어니스트 베일리(Adrian Ernest Bayley)의 전과를 밝혀 압류 명령을 위반한 혐의로 법정모욕죄 유죄 판결을 받았다. 판사는 힌치에게 벌금을 납부하거나 50일의 징역에 처할 수 있도록 90일의 기한을 주었다. 2014년 1월 16일, 90일 기한 만료 하루 전, 힌치는 '원칙상' 벌금을 내지 않겠다고 밝혔다. 그는 2014년 1월 17일에 수감되었다. 2014년 3월 7일, 그는 50일 만에 만기 출소했다. 그는 그의 파트너인 나타샤 채드윅, 다른 친구들, 그리고 상당수의 언론 관계자들의 환영을 받았다.

## 개인 생활
힌치는 다섯 번 결혼했다. 첫 번째 결혼은 편집자 라나 웰스와 했다. 두 번째 결혼은 승무원 이브 카펜터와 했다. 그 후 그는 호주 배우 재키 위버와 결혼했다. 그들은 1983년에 결혼하여 13년 동안 부부 생활을 유지한 후 1996년에 이혼했다. 1997년에 재혼하여 1998년에 다시 이혼했다는 보도가 널리 퍼졌지만, 위버는 그러한 재혼은 전혀 없었다고 부인했다. 그는 2006년 2월 샤넬 헤이튼과 결혼했고 2012년 말에 별거했다. 가장 최근에 공개된 그의 관계는 전 NSW 경찰청 형사 경사였으며 프리랜서 언론인인 나타샤 채드윅과였다.
2017년 3월, 힌치는 뉴질랜드 헤럴드에 1953년 9세 소년 시절 뉴플리머스에 있는 어린 시절 집에서 아버지 친구의 형제 중 한 명에게 성추행을 당했다고 밝혔다.
힌치는 자신을 무신론자라고 밝힌다.

### 건강
2006년, 힌치는 체중이 줄고 건강이 악화되었다. 2007년 3월 4일, 그는 60 Minutes에서 진행된 간경화증을 앓고 있으며 간에 종양이 발견되었다고 밝혔다. 2007년 4월 27일, 힌치는 추가 검사를 위해 병원으로 돌아왔다. 2007년 8월 4일, 힌치는 수술 불가능한 간세포암을 앓고 있다고 밝혔다.
2010년 9월 20일, 힌치는 간암 진단을 확인했으며, 간의 3분의 1을 제거하는 수술을 받을 예정이며 이로 인해 몇 주 동안 방송을 중단해야 할 것이라고 밝혔다. 의사들은 그에게 향후 5년 동안 생존할 가능성이 60%라고 말했다. 2010년 11월 4일, 힌치는 청취자들에게 의사들이 간이식 없이는 최대 생존 기간이 12개월이라고 말했다고 밝혔다.
2011년 7월 6일, 힌치는 멜버른의 Austin Hospital에서 간이식 수술을 받았다.

## 출판 작품
- The Scrabble Book (1972, 개정판 1977), ISBN 0-333-23073-6
- Death at Newport (1986), ISBN 0-207-15422-8
- AIDS – Most of the Questions, Some of the Answers (1987), ISBN 0-9587779-1-8
- Death in Paradise (1989), ISBN 0-207-16165-8
- The Derryn Hinch Diet (1991), ISBN 0-14-016527-4
- That's Life (1992), ISBN 0-14-016986-5
- The Ultimate Guide to Winning Scrabble (2001), ISBN 1-86325-324-6
- 101 Ways To Lose Your Mobile Phone (2001), ISBN 0-646-40631-0
- The Fall and Rise of Derryn Hinch: How I Hit the Wall and Didn't Bleed (2004), ISBN 1-74066-159-1
- You are So Beautiful – The Passion and the Pain of Relationships (2006), ISBN 0-646-46322-5
- I Beat the Booze and You Can Too (2009) ISBN 978-0-9805726-0-5
- Human Headlines: My 50 Years in the Media (2010) ISBN 978-0-9805726-1-2
- A Human Deadline – A Story of Life, Death, Hope and House Arrest (2012) ISBN 9780980572629
- Hinch vs Canberra: Behind the Human Headlines (2017) ISBN 978-0-522-87317-7
- Unfinished Business: Life of a Senator (2020) ISBN 978-0-522-87353-5